# Конобениха
Конобениха — малая река в городе Новокузнецке.
Река Конобениха берёт начало на восточных отрогах Салаирского кряжа и впадает в Томь слева в районе Новокузнецка немного выше НКМК. Рельеф бассейна холмистый. На входе в долину реки Томи Конобениха заключена в дюкер, перед входом в который имеется небольшой водоем. Площадь бассейна до дюкера, включая и площадь северной ветви нагорной канавы КМК равна 13,3 км², длина реки 4,9 км. В среднем течении ширина русла 3-5 м, глубина в межень 0,1-0,5 м. Река не пересыхает и не перемерзает. По руслу имеется много выходов грунтовых вод.

## Экологическое состояние
Река очень сильно загрязнена сбросами КМК (8,35 млн кубометров). Кратность разбавления всего объёма сточных вод очень низкая.
Установлено существенное бактериологическое и паразитологическое загрязнение поверхностных вод в зоне влияния Центральной свалки, подтвержден факт флотации загрязняющих веществ с территории свалки в поверхностные воды. Отмечено загрязнение Конобенихи в зоне влияния свалки медью, литием, магнием и в целом твердыми веществами. Вода поверхностного водоисточника в зоне влияния свалки и прилегающих территориях характеризуется как «грязная» по величине БПК и «очень грязная» по величине ХПК, что связано с загрязнением продуктами разложения органических компонентов отходов.